# Mauro Garofalo
Mauro Garofalo (Roma, 19 settembre 1974) è uno scrittore e giornalista italiano.

## Biografia
Nato a Roma, perde il padre a tre anni, trascorre la prima infanzia nelle campagne romane. Cresciuto in Maremma, si laurea in "Storia del pensiero economico" con uno degli allievi di Henri Lefebvre. 
Inizia la carriera nel 2004 a L'Unità come giornalista di cronaca, sotto la direzione di Antonio Padellaro; contemporaneamente diventa autore del programma per ragazzi DN@ - Dimensione Nucleare Avanzata sulla piattaforma digitale Rai Futura, in onda fino al 2007. Nello stesso anno si trasferisce a Milano dove inizia la collaborazione con Nòva, inserto scientifico-tecnologico de Il Sole 24 Ore, per il quale ha realizzato reportage di viaggio su giovani, musica, culture underground e fumetti e con cui attualmente collabora, su temi ambientali, con la serie Viaggio nell'Antropocene. Negli anni a venire collabora con diversi settimanali e mensili tra i quali D - La Repubblica delle donne e Class Magazine. 
È titolare dei corsi di Narrativa di genere e di Editing del romanzo alla Scuola Mohole di Milano, e co-titolare del corso di Romanzo (avanzato); tiene il modulo Storytelling alla Civica Scuola di Cinema di Milano; ha insegnato Strutture Narrative presso il Centro Sperimentale di Cinematografia - Sede Lombardia. 
Autore di libri-intervista e racconti, nel 2012, con il premio Urania Nicoletta Vallorani ha fondato il collettivo di scrittura Cailín Óg.
Camminatore delle alte vie della montagna, è co-autore della guida Lonely Planet Milano e Lombardia pubblicata nel maggio 2015 in occasione dell'Esposizione Universale EXPO 2015 Nutrire il Pianeta, Energia per la Vita. Ha collaborato con Huffington PostTerra scrivendo articoli di cultura e ambiente e LaStampa TuttoGreen, per cui ha curato i Racconti dal Bosco e Storie dagli altri mondi, e con Aboca Life Magazine. Attualmente collabora anche con La Stampa Tuttoscienze , conduce reportage per La Stampa Viaggi e inchieste e articoli sulla contemporaneità per HuffPost.
Insieme a Gilles Clément ha firmato il testo Il mondo è una foresta per lo speciale "Fermata Terra" de Il Giornale dell'Arte all'interno del progetto espositivo del Padiglione Italia alla LIX Esposizione Internazionale d’Arte – La Biennale di Venezia, e curato il Catalogo della mostra cinematografica di Terna per il Festival Cinemambiente.
Il suo romanzo d'esordio, Alla fine di ogni cosa (Frassinelli), racconta la storia del pugile sinti Johann Rukeli Trollmann ambientato nella Germania nazista è stato pubblicato nel 2016. Alla fine di ogni cosa ha ottenuto un significativo successo di critica ricevendo una menzione al Premio Campiello. Finalista al Premio Giuseppe Berto, Alla fine di ogni cosa ha vinto il Premio della Critica e il Premio letterario Segafredo Zanetti Città di Asolo 2016 Un libro per il cinema, il Premio ALI-Librai ASCOM Memo Geremia e il Premio Internazionale Città di Como 2016. Nel 2017 Alla fine di ogni cosa è stato finalista al Premio Megamark e del Premio Città di Cuneo per il Primo romanzo. Il romanzo è stato selezionato per rappresentare l'Italia alla 15ª edizione del Debütroman in Kiel, 2017, (Festival del romanzo d'esordio).
A gennaio 2019 esce, sempre per Frassinelli, il secondo romanzo Il fuoco e la polvere: "Feuilleton western. Ambientato in un immaginario far west nella Maremma, a cavallo dell'Unità d'Italia, segue le suggestioni di Sergio Leone, l'idea della frontiera, del confine, la natura e la libertà".
Nel 2020 pubblica con Mondadori Ballata per le nostre anime: "Una rapida pennellata dopo l'altra, un quadro dipinto da un divisionista. Frasi spezzate, voci, allusioni, sguardi, sogghigni, delazioni, spiate, sospiri, desideri inconfessati, rancori. Con parole scabre, di volta in volta ruvide, impastate di fango e pregiudizi (...) grazie all'uso sapiente di un indiretto libero che ricorda quello di Giovanni Verga nei Malavoglia (...) In questo romanzo «gli spiriti ci vivono accanto, i vivi e i morti nello stesso quadro». Mauro Garofalo dissemina lungo tutta la narrazione (...) sette elegie che danno profondo respiro a un romanzo destinato a durare nel tempo."
Il quarto romanzo L'ultima foresta, uscito per le edizioni di Aboca all'interno della collana "Il Bosco degli scrittori", L'ultima foresta ha vinto il premio Demetra 2023 come miglior narrativa ambientale: in questo romanzo Garofalo scrive dei 'migranti climatici' che si muovono lungo le frontiere del mondo, uomini e donne tentano di passare i confini, costretti ad abbandonare la propria terra a causa delle catastrofi ambientali. Un padre, una madre e i loro bambini attraversano i campi, sulla rotta balcanica, lungo l’antica foresta di Białowieža, per la Lettura del Corriere della Sera: «Il romanzo ha un passo volutamente evangelico: sono fitti i richiami alla Bibbia. Rievocare le Sacre Scritture serve, con tutta probabilità, a conferire all'azione uno sfondo che suona come disperazione e preghiera. In questo senso — e sembrano le pagine più efficaci da un punto di vista puramente stilistico — la descrizione della natura è una specie di canto, una sorta di invocazione che porta il lettore nella bellezza di un mondo che è primordiale».
In occasione dei cinquant'anni dalla traversata delle Twin Towers eseguita dal funambolo Philippe Petit, esce il romanzo Il mago dell'aria - L'infanzia immaginaria di Philippe Petit, il funambolo delle Torri gemelle edito da Mondadori - "racconto fantastico, storia di formazione, romanzo di avventura e viaggio di un eroe moderno e incantato", finalista al Premio Giancarlo Siani 2025 - e di cui Serena Dandini scrive su IODonna: «bisogna osare di più ed è quello che ha provato a fare Mauro Garofalo con un bellissimo libro che è la storia di Petit sin da quando, piccolissimo, cominciò a familiarizzare con la magia e la prestidigitazione, ma è al tempo stesso anche una biografia immaginaria, l’unica possibile per un sognatore di questa portata».
Sulla morte per suicidio di un amico, e a partire da un verso della poetessa Cristina Campo, scrive La tigre e l'usignolo romanzo pubblicato dalla casa editrice nottetempo: "Un morto è molte domande e nessuna risposta. La tigre e l'usignolo non è "un'indagine sulla fine di una persona" o un testo d'apologetica, ma un libro politico e un "inno ai giorni che abbiamo a disposizione" (che poi è la stessa cosa). L'idea di Garofalo è ricostruire un mondo attorno al cadavere di questo ragazzo e dare un senso a questo suicidio facendone un sintomo", come ne scrive Vittorio Giacopini sul Venerdì di Repubblica.

## Opere

### Romanzi
- La tigre e l'usignolo, Milano, nottetempo, 2025.
- Il mago dell'aria, Milano, Mondadori, 2024.
- L'ultima foresta, San Sepolcro (AR), Il Bosco degli scrittori, Aboca edizioni, 2023.
- Ballata per le nostre anime, Milano, Arnoldo Mondadori Editore, 2020.
- Il fuoco e la polvere, Roma, Frassinelli, 2019.
- Alla fine di ogni cosa, Roma, Frassinelli, 2016.

### Libri per ragazzi
- Gli Investigatori dell'Incubo-Il Bosco maledetto, Roma, Gallucci Bros, 2025.
- Manuale per supereroi green, Milano, Battello A Vapore, 2022, con le illustrazioni di Alberto Orso.
- The Green Monkeys, Milano, Mondadori, 2021.
- Hope - L'ultimo segreto del fuoco, Milano, Salani, 2013 (sotto pseudonimo Cailín Óg, con Nicoletta Vallorani).

### Racconti
- Il mondo è sottosopra racconto di cinema sul filmTito e gli alieni, sullo speciale 30minuti-Fotogrammi di storie a cura di Cristiana Paternò edito dalla rivista '8 1/2' Roma, Istituto Luce Cinecittà, 2020.
- Giacomo, in smALLholidays. Vacanze in famiglie a geometria variabile, Lucca, Cinquesensi Editore, 2015.

### Altre pubblicazioni
- Come respirare. Discorso sulla musica e la sua anima, Mondadori, 2020, con Samuel dei Subsonica.
- Milano e Lombardia, EDT - Torino, Lonely Planet, 2015.
- ElettricaVitA, Milano, Arnoldo Mondadori Editore, 2012, con Samuel dei Subsonica.
- H.E.R.O.I.N.- La strada dei supereroi, Milano, Verdenero - Edizioni Ambiente, 2011, in occasione dell'uscita dell'omonimo album dei Motel Connection.
- iolavorointivù - Milano, Alacran, 2010[8].
- In pArte Morgan, Milano, Elèuthera, 2008, con Morgan (ex frontman dei Bluvertigo).

## Premi e riconoscimenti
- 2023: Premio Demetra miglior narrativa ambientale per L'ultima foresta.
- 2016: Premio letterario Segafredo Zanetti Città di Asolo per Alla fine di ogni cosa.
- 2016: Premio Letterario Internazionale Città di Como per Alla fine di ogni cosa.
- 2016: Premio ALI-Librai ASCOM Memo Geremia per Alla fine di ogni cosa.